# Danica Stárková
Danica Stárková (* 16. dubna 1955) byla slovenská a československá politička a bezpartijní poslankyně Sněmovny lidu Federálního shromáždění za normalizace.

## Biografie
K roku 1986 se profesně uvádí jako dámská krejčová. Ve volbách roku 1986 zasedla do Sněmovny lidu (volební obvod č. 157 - Nové Mesto nad Váhom, Západoslovenský kraj). Ve Federálním shromáždění setrvala do konce funkčního období, tedy do svobodných voleb roku 1990. Netýkal se jí proces kooptací do Federálního shromáždění po sametové revoluci.
V roce 2006 se zmiňuje jako kandidátka strany předseda SMER v komunálních volbách na Slovensku do zastupitelstva Nového Mesta nad Váhom (obvod č. 7 - Mnešice). Je tehdy profesně uváděna jako krejčová.